# شان آرنولد
شان آرنولد (انگلیسی: Sean Arnold؛ ‏ ۳۰ ژانویهٔ ۱۹۴۱ – ۱۵ آوریل ۲۰۲۰) بازیگر اهل بریتانیا بود.
از فیلم‌ها یا برنامه‌های تلویزیونی که وی در آن نقش داشته‌است، می‌توان به برژراک، سرقت مسلحانه در دریای شمال، سخنرانی شیطان، انجیل یوحنا و پزشک‌ها اشاره کرد.